# Michele Brand
Michele Robinson (née le 25 octobre 1941 à La Nouvelle-Orléans et morte le 30 mai 2015) connue sous les noms de Michele Brand et Michele Wrightson était une dessinatrice américaine de comics. Elle commence en dessinant des comics underground et plus tard elle travaille comme coloriste,. Elle fut une contributrice importante des premiers comics underground entièrement féminins, It Ain't Me, Babe et Wimmen's Comix.

## Biographie
Michele Robinson grandit à La Nouvelle-Orléans où ses parents travaillent à l'université de Tulane.
En 1966, elle quitte Oakland avec son mari Roger Brand pour New York afin de pouvoir travailler dans les comics. Roger Brand commence à travailler pour Wally Wood et Bill Pearson sur Witzend et d'autres projets. Michele est l'assistante de Gil Kane sur His Name is Savage 1 (Adventure House Press, 1968). À la fin des années 1960, le couple retourne dans la baie de San Francisco.
Le nom de Michele apparaît pour la première fois dans le comics It Ain't Me, Babe réalisé uniquement par des femmes et publié en 1970 par Last Gasp. Elle y dessine  Tirade Funnies. Elle est par a suite une contributrice de Wimmen's Comix et de l'anthologie Arcade. Elle fait partie avec son époux du groupe de dessinateur qui fonde  United Cartoon Workers of America, une espèce de syndicat chargé de défendre les droits d'auteurs.
À partir de 1974, alors que les comics underground disparaissent progressivement, elle retourne à New York, après avoir divorcé de Roger Brand et commence à travailler pour des éditeurs grand public surtout comme coloriste. Elle participe aussi au projet de Flo Steinberg, Big Apple Comix, publié en 1975. Elle travaille pour plusieurs éditeurs : Marvel Comics où elle s'occupe des couleurs pour les comics de Marvel UK, Warren Publishing en 1974–1975 et  Heavy Metal en 1977. Elle cesse ce travail après avoir épousé Bernie Wrightson et élève leurs fils.
Elle revient à la mise en couleur des comics dans les années 1980, et travaille pour Marvel, Eclipse Comics et DC Comics. Elle participe souvent aux projets de Bernie Wrightson, dont Heavy Metal #65–70 (HM Communications, Inc., 1977), Stephen King's Creepshow (Plume/Penguin Group, 1982) et  The Weird (DC Comics, 1988). Elle est coloriste de nombreux comics publiés dans la collection de DC Milestone Media entre 1993 et 1997 surtout Blood Syndicate. Après 1997, elle cesse ses activités.